# Mikrolistki

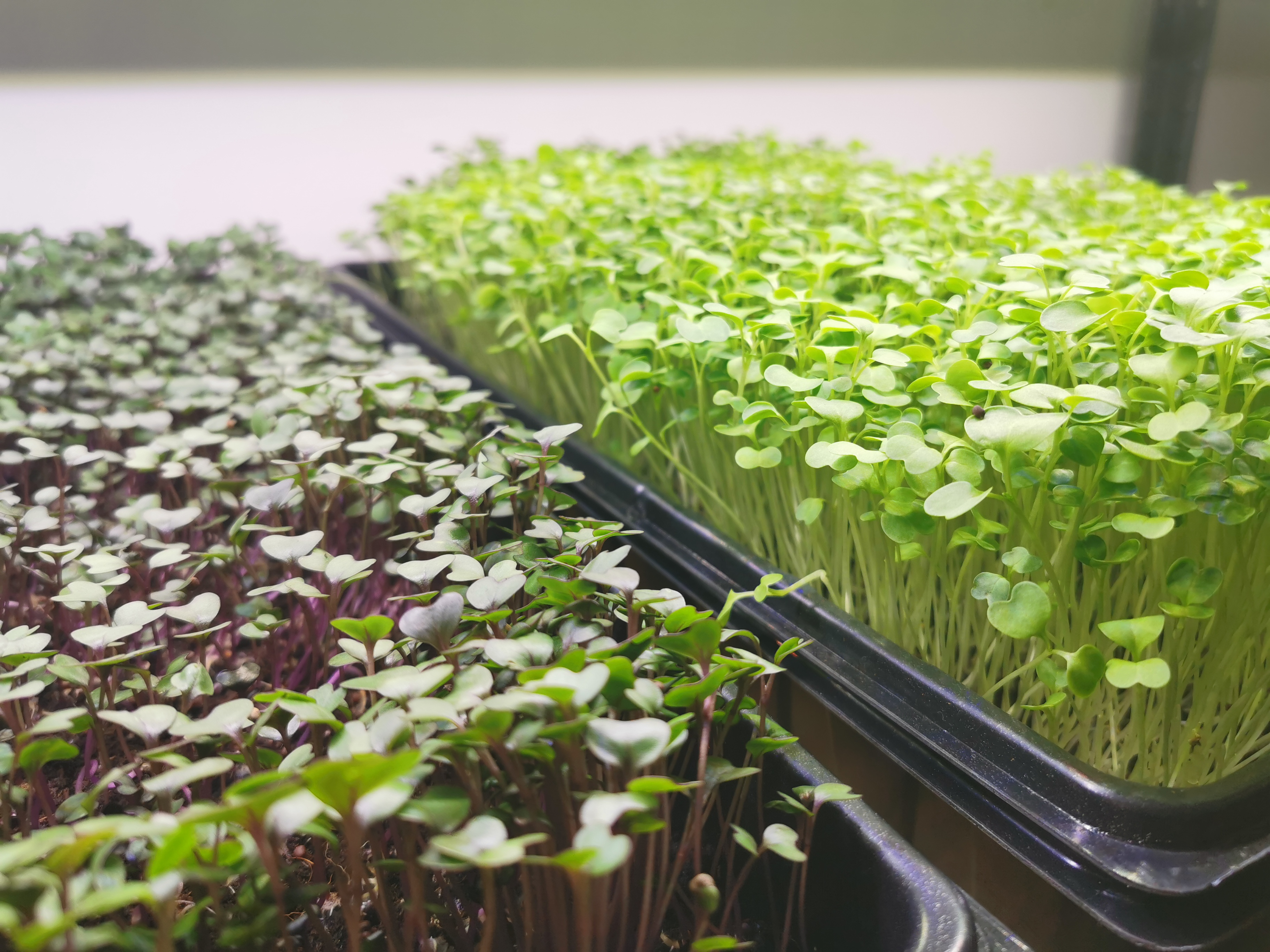
Mikrolistki brokuła i rzodkiewki uprawiane na tacach plastikowych

Mikrolistki, mikroliście (ang. microgreens) – młode siewki roślin, zbierane w fazie pełnego rozwoju liścieni, najczęściej przed wytworzeniem pierwszej pary liści właściwych. Wykorzystywane jako produkt spożywczy o wysokiej zawartości składników mineralnych oraz do ozdoby (garnirowania) potraw.
Mikrolistki uprawiane są w podłożach organicznych lub hydroponicznie w podłożach jałowych na specjalnych tacach przy wykorzystaniu światła naturalnego lub też przy świetle sztucznym w uprawach wertykalnych. Od kiełków odróżnia je to, że mikrolistki zawsze ścinane są powyżej poziomu podłoża, a nasiono i korzeń nie wchodzą w skład części jadalnej. W Polsce terminem mikrolistki określa się także często młode pędy (ang. shoots) roślin bobowatych (najczęściej groszku).
Jedną z głównych przyczyn popularności mikrolistków jest potwierdzona badaniami wysoka zasobność w fitoskładniki wykazujące działanie prozdrowotne. Z tego powodu uznawane są one za tzw. żywność funkcjonalną (ang. functional food). Wśród najistotniejszych zalet mikroliści wymienia się wysoką zawartość składników mineralnych, kwasu askorbinowego, tokoferoli, polifenoli i flawonoidów.

## Historia
Według większości źródeł mikrolistki w swej obecnej różnorodności pojawiły się po raz pierwszy w latach 80. XX wieku jako dodatek stosowany do garnirowania potraw i napojów w luksusowych restauracjach w San Francisco i innych miastach na zachodnim wybrzeżu Stanów Zjednoczonych. Moda na mikrowarzywa, wyróżniające się bogactwem kształtów, kolorów i intensywnych smaków, szybko powędrowała stamtąd dalej do restauracji na całym świecie.
W tym samym czasie mikroliście warzyw oraz zbóż (pszenica, jęczmień) zaczęły także zyskiwać popularność w kręgach zainteresowanych zdrowym odżywianiem i medycyną naturalną ze względu na potwierdzone licznymi badaniami właściwości prozdrowotne.

## Znaczenie rynkowe
Według raportu Allied Market Research z czerwca 2021 globalny rynek mikrolistków szacowany był w roku 2019 na 1,2 mld USD (z tego dwie piąte przypada na USA). Badanie przepowiada wzrost tej wartości do poziomu ponad 2 mld USD w roku 2028. Według raportu największy udział w rynku mają tu obecnie mikro-brokuły, najwyższy skumulowany roczny wskaźnik wzrostu (CARG) przewiduje się dla rzodkiewki.
Wyraźny jest również wzrost zainteresowania uprawą mikroliści w ośrodkach badawczych, co widoczne jest po rosnącej w ostatnich latach liczbie publikowanych na ten temat artykułów naukowych. Badacze wskazują między innymi na potencjał wertykalnej uprawy mikrolistków w uzyskaniu niezależności od nieprzewidywalnych warunków klimatycznych. Krótki cykl uprawy umożliwia również szybką odpowiedź na sytuacje kryzysowe takie jak wojna, głód lub klęski żywiołowe.

## Uprawa
Mikroliście uzyskuje się z roślin należących do wielu gatunków w tym: kapustowatych, selerowatych, bobowatych, szarłatowatych, astrowatych, jasnotowatych, wiechlinowatych i rdestowatych.
Uprawę mikrolistków najczęściej cechują: krótki okres od siewu do zbioru (najczęściej nie dłużej niż 14 dni), płytkie podłoże, wysokie zagęszczenie nasion oraz suplementacja światła bądź całkowite zastąpienie światła słonecznego światłem sztucznym, najczęściej lampami fluorescencyjnymi lub LED.
Podczas zbioru siewki mają najczęściej od kilku do kilkunastu centymetrów wysokości. Ścinane są powyżej poziomu podłoża, a więc – w odróżnieniu od kiełków – nasiono i korzeń nie są spożywane, co ogranicza potencjalny transfer patogenów. Na część przeznaczoną do konsumpcji składają się więc: hipokotyl, liście zarodkowe, a w niektórych przypadkach także liście właściwe.
Inaczej niż w przypadku kiełków, których produkcja ze względu na zakażenia patogenami (bakterie, grzyby) jest ściśle regulowana, na terenie Unii Europejskiej uprawa mikrolistków nie doczekała się jeszcze ani definicji, ani regulacji prawnych.